# Pod toskanskim soncem
Pod toskanskim soncem (v izvirniku Under the Tuscan Sun) je ameriška romantična komedija iz leta 2003 scenaristke, producentke in režiserke Audrey Wells. V glavni vlogi je zaigrala Diane Lane. Temelji na spominih iz leta 1996, ki jih je v istoimenskem romanu zapisala avtorica Frances Mayes. Film govori o nedavno ločeni pisateljici, ki je na potovanju po Toskani na vrat na nos kupila vilo z upanjem, da ji bo odločitev spremenila življenje. Diane Lane je za vlogo v tem filmu prejela nominacijo za nagrado zlati globus za najboljšo glavno igralko..

## Zgodba
Frances Mayes (Diane Lane) je pisateljica, ki živi v San Franciscu. Njeno življenje se zdi popolno, dokler na zabavi v čast mlademu pisatelju, ki mu je napisala recenzijo knjige in pomagala do uspeha, ne odkrije, da ji je mož nezvest. Zaradi ločitve izgubi pisateljski navdih in njeno homoseksualno prijateljico Patti (Sanda Oh) skrbi, da ne bo nikoli zares prebolela. Patti se tako odloči, da svoji prijatelji podari potovanje po Toskani, ki ga je rezervirala zase, vendar zaradi nosečnosti ne more na pot. Zabavni zaplet je le v tem, da je to potovanje z agencijo za homoseksualne pare (Patti je hotela odpotovati s partnerko Grace). Frances se najprej upira in meni, da je to slaba ideja, naposled pa le odpotuje. 
Med potovanjem se ustavijo tudi v Cortoni, majhnem mestecu, kjer med sprehajanjem po ulicah zagleda oglas za vilo. K njej pristopi neznanka in ji predlaga nakup. Frances misli, da je to popolnoma neumna zamisel, saj ima že tako čisto uničeno življenje. Toda gospa se le nasmehne in ji namigne, da so takšne ideje po navadi najboljše. Na poti iz mesta avtobus za nekaj časa obtiči na ulici, ker jim ovce nepričakovano prečkajo pot. Frances pogleda skozi okno in ko zagleda na bližnjem portalu ime hiše, katere oglas je videla v Cortoni, se v trenutku odloči in izstopi iz avtobusa. Pri nakupu se sreča z bogatim francoskim parom, ki je odločen, da bo dobil hišo. Ker lastnica dviga ceno in se začne zanimati tudi Frances, francoski par odide, ker se jima ponudba ne zdi poštena. Grofica, ki prodaja hišo, sprva zavrne Frances, ker ponudi premalo denarja. Premisli si šele ko ob odhodu na razočarano Frances pade golobji iztrebek, saj naj bi bilo to za lastnico dobro znamenje, ki ga je potrebovala pri odločitvi. Tako se Frances loti obnovitvenih del, pri tem pa ji pomaga nepremičninski agent Martini. Naposled najame skupino Poljakov in delo se začne. Spozna tudi nekaj novih prijateljev in nenavadnih ljudi. Eden takih je starec, ki ga vidi vsako jutro prihajati mimo hiše, kamor h kapelici prinaša sveže rože. Sosed Placido ji pomaga pri vsakdanjih opravilih na njenem posestvu in jo nekoč tudi povabi na večerjo k sebi domov, kjer spet sreča gospo, ki ji je svetovala nakup hiše. Naposled postaneta dobri prijateljici in Catherine Frances pogosto pomaga z nasveti. Med prenovitvenimi deli se Frances zbliža z delavci, vsak od njih je drugačen in zanimiv ter nekaj posebnega. 
Toda delo jo izčrpa in odloči se oditi na izlet v Rim, kjer med iskanjem starinarnice spozna Marcella; prijaznega moškega iz Positana, s katerim preživi romantičen vikend. Dogovorita se za ponovno srečanje naslednji konec tedna, toda načrte jima prekriža Patti, ki se zdaj že visoko noseča zateče k Frances. Grace si je premislila in jo zapustila in Patti ni vedela kaj storiti. Frances je vedno bolj zaposlena s hišo, pisanjem knjige in mnogo drugim, tako da Marcella ne uspe več obiskati. Odkrije tudi, da se nekaj plete med najmlajšim delavcem pri obnovi Pawlom in sosedovo hčerko Chiaro. Zveza pa ni dovoljena zaradi fantovih korenin in revščine. Skupaj odidejo na praznik v Montepulciano, kjer Pawel hoče dokazati, da je enakovreden ostalim Italijanom. Nekaj dni pozneje Frances obišče Marcello, toda ravno takrat je ni doma in tako se spet zgrešita. Obnova hiše se bliža koncu in odhod delavcev jo razžalosti, saj so med tem časom postali prijatelji. Naenkrat ima veliko več prostega časa in ničesar posebnega za početi. Odloči se, da bo nenapovedano obiskala Marcella, toda v Positanu odkrije, da si je našel drugo. Spet razočarana se vrne domov in razmišlja, kje ga je polomila, da ne more najti sreče. V svojem obupu pomaga mlademu paru, Pawlu in Chiari, da jima starši končno dovolijo poroko. Na sprejemu, ki ga priredijo na njenem posestvu, se pojavi ameriški pisatelj, ki je ravno takrat potoval po Toskani in slišal, da v bližini živi ona. Tako se film konča s ponovno najdeno srečo in Francesino mislijo, da so spremembe mogoče tudi tako pozno v življenju.